# Ėduard Gricun
Ėduard Vjačeslavovič Gricun (in russo Эдуард Вячеславович Грицун?; Rostov sul Don, 4 febbraio 1976) è un ex pistard russo.

## Palmarès

### Olimpiadi
- 1 medaglia:
  - 1 argento (Atlanta 1996 nell'inseguimento a squadre)

### Mondiali
- 1 medaglia:
  - 1 bronzo (Berlino 1999 nell'inseguimento a squadre)